# دستور مارس (النمسا)
دستور مارس ، دستور مارس المفروض أو دستور Oktroyierte Märzverfassung (بالألمانية:Oktroyierte Märzverfassung أو Oktroyierte Stadionverfassung) هو دستور «غير قابل للنقض» للإمبراطورية النمساوية أصدره وزير الداخلية الكونت ستاديون بين 4 مارس و 7 مارس 1849 حتى تم إلغاؤه بموجب براءة اختراع ليلة رأس السنة الجديدة (Silvesterpatent) للإمبراطور فرانتس يوزف الأول في 31 ديسمبر 1851. كان دستور Stadion مركزياً للغاية في طبيعته، وقد وفر سلطة قوية جداً للملك، كما أنه شكل طريق الاستبداد الجديد في الأراضي التي يحكمها هابسبورغ. لقد استبق دستور كريمسير لبرلمان كريمسير. سيستمر هذا الوضع حتى دبلومة أكتوبر في 20 أكتوبر 1860 وبراءات الاختراع اللاحقة لشهر فبراير في 26 فبراير 1861.

## هنغاريا
فرانز جوزيف (في ذلك الوقت كان إمبراطور النمسا المعين حديثاً) رفض قبول إصلاحات قوانين أبريل المجرية. كما أنه «ألغى» تعسفيا قوانين أبريل. كان هذا صكًا غير دستوري ، لأن القوانين تم التوقيع عليها بالفعل من قبل عمه الملك فرديناند ، ولم يكن للملك الحق في إلغاء القوانين البرلمانية التي تم التوقيع عليها بالفعل. استعادة دستور مارس  سلطة هابسبورغ بعد التنازلات التي قدمتها خلال ثورات 1848 . تمت الموافقة على الدستور من قبل الدايت الإمبراطوري في النمسا ، حيث لم يكن للمجر أي تمثيل، والذي لم يكن له أي سلطة تشريعية في إقليم مملكة المجر، على الرغم من ذلك، فقد حاول أيضًا إلغاء النظام الغذائي المجري (الذي كان قائماً كسلطة تشريعية عليا في المجر منذ أواخر القرن الثاني عشر.) كما أن الدستور النمساوي الجديد يتعارض مع الدستور التاريخي للمجر، بل إنه حاول إبطال عليه. إلغاء قوانين أبريل المجرية وتقليص أراضي المجر والوضع التقليدي داخل مملكة هابسبورغ، مما أدى إلى تجديد الثورة المجرية. في 7 مارس 1849 صدر إعلان إمبراطوري باسم الإمبراطور فرانسيس جوزيف يؤسس دستورًا موحدًا للإمبراطورية بأكملها ، وألغيت وحدة أراضي مملكة المجر، وبالتالي ستدار المجر من قبل خمس مناطق عسكرية، بينما سيتم إعادة تأسيس إمارة ترانسيلفانيا.

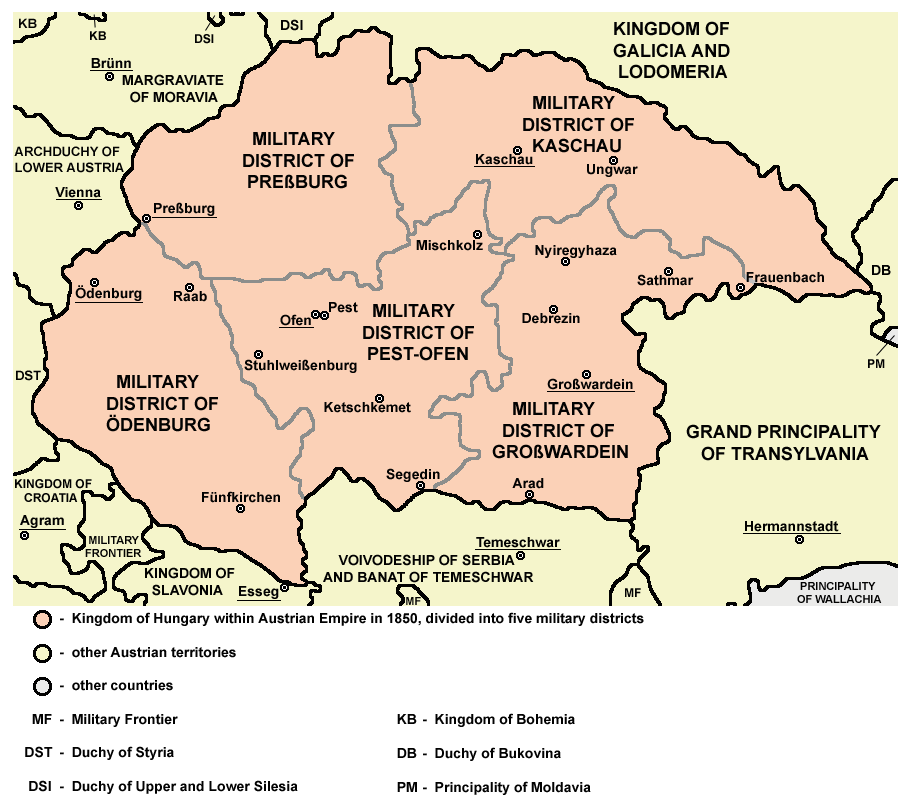
تم تقسيم المجر إلى خمس مناطق عسكرية، كما تم فصل ترانسيلفانيا. تم تنفيذ الأمر في عام 1850

مثلت هذه الأحداث تهديداً وجودياً واضحاً وواضحاً للدولة المجرية.

## روابط خارجية
- الدستور النمساوي الصادر في 4 مارس 1849